# Aérodrome d'Arcachon - La Teste-de-Buch
L’aérodrome d’Arcachon - La Teste-de-Buch ou aérodrome de Villemarie (code IATA : XAC • code OACI : LFCH) est un aérodrome ouvert à la circulation aérienne publique (CAP), situé sur la commune de La Teste-de-Buch à 4,5 km au sud-est d’Arcachon dans le département de la Gironde (région Nouvelle-Aquitaine, France).
Il est utilisé pour la pratique d’activités de loisirs et de tourisme (aviation légère, ULM, hélicoptère, parachutisme et aéromodélisme).

## Histoire
L'aérodrome est créé à Villemarie en 1948, le 24 mai. Il fut la première réalisation due à la coopération intercommunale (Arcachon, Gujan-Mestras, La Teste et Le Teich).
Il est implanté sur les communes de La Teste-de-Buch et Gujan-Mestras, à proximité du Bassin d'Arcachon et des plages et accueille chaque année environ 40 000 mouvements (aviation de loisirs, tourisme ou d'affaire).
En 1972, la compagnie aérienne régionale Air Paris desservait Paris - Arcachon via Royan,.
En juillet 2013, un nouveau bâtiment qui se compose d’un accueil pour les visiteurs, de bureaux administratifs, de 45 m² dédiés au monde associatif, et enfin de cette vigie moderne est inauguré.
A la saison d'été 2020, la compagnie aérienne Suisse "La Nova" (connue également sous le nom flylanova) envisageait d'intégrer Arcachon à une ligne régulière venant de Suisse (Genève ou Zurich) dans son réseau.

## Installations
L’aérodrome dispose de deux pistes orientées est-ouest (07/25) :
- une piste bitumée longue de 1 400 m et large de 20. Elle est dotée d’un balisage diurne et nocturne ;
- une piste en herbe longue de 1 180 m et large de 80, accolée côté sud à la première.

L’aérodrome n’est pas contrôlé mais dispose d’un service d’information de vol (AFIS). Les communications s’effectuent sur la fréquence de 119,08 MHz. Il est agréé avec limitations pour le vol à vue (VFR) de nuit.
S’y ajoutent :
- des aires de stationnement ;
- des hangars ;
- une station d’avitaillement en carburant (100LL , Jet A1 et UL91)[6].

## Activités
Sont présents notamment :
- Entreprise de saut en tandem professionnelle : Vertical t'air Parachutisme
- Aéroclub du bassin d’Arcachon
- Les planeurs du bassin d’Arcachon
- École de parachutisme sportif du bassin d’Arcachon (EPSBA)
- École de pilotage ULM Sud Bassin
- École de pilotage Cap Océan ULM
- École de pilotage 3 axes Services Loisirs ULM
- Vol touristique, travail aérien, formation Jet Systems Aquitaine Hélicoptères
- Vol touristique, baptême et  formation pilotage ULM,Izy-Fly

### Photographies

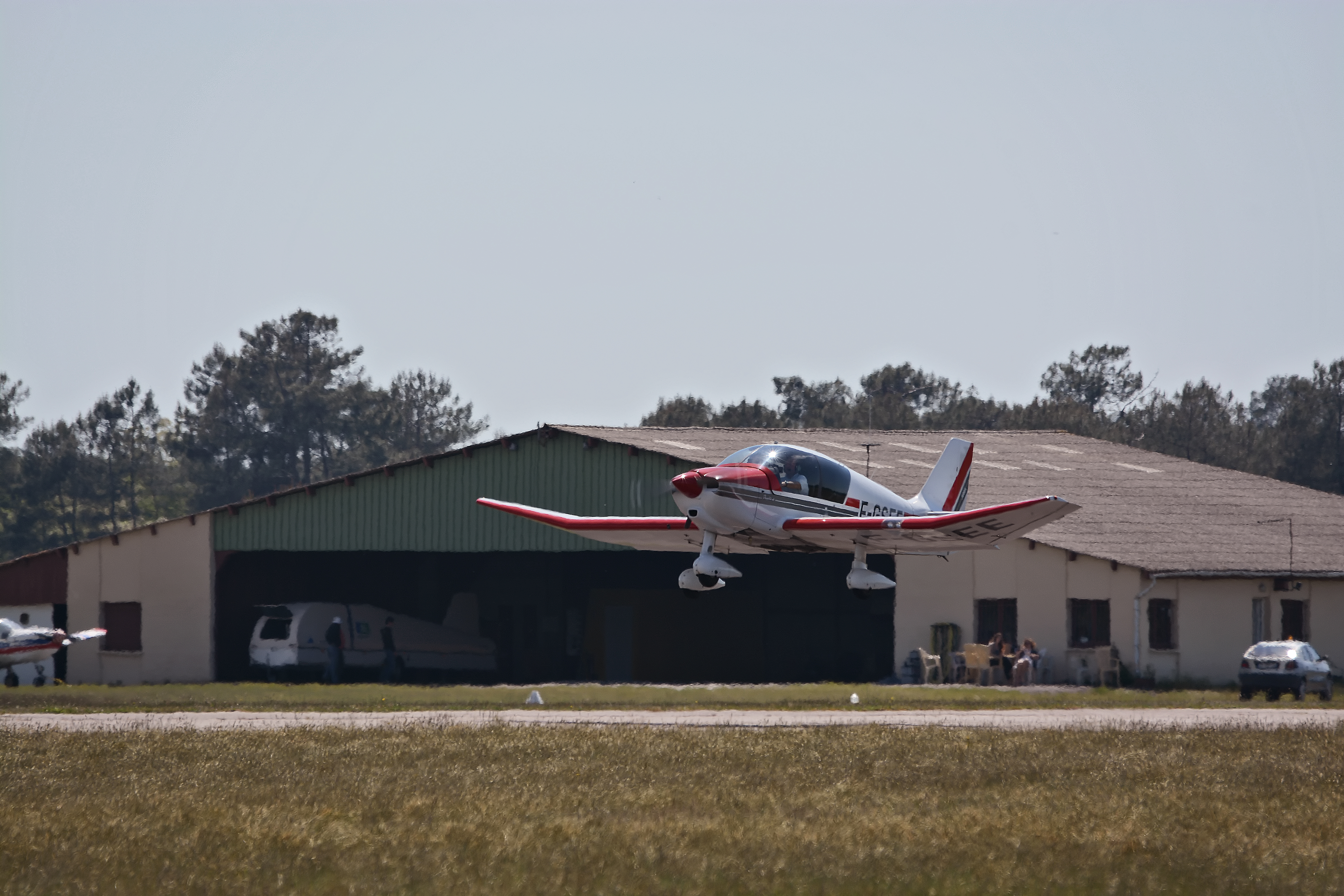
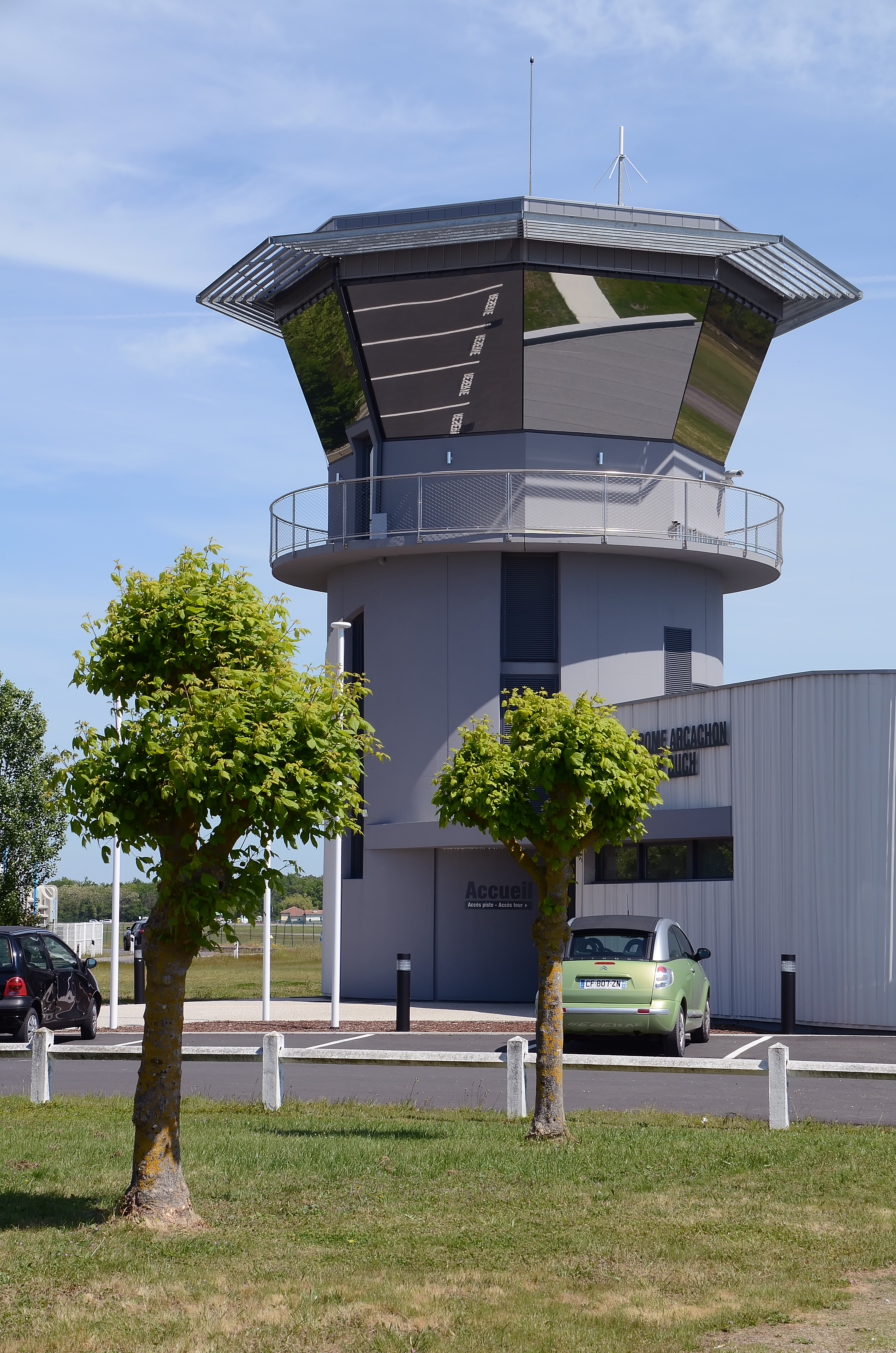

## Galeries

### Vues aériennes

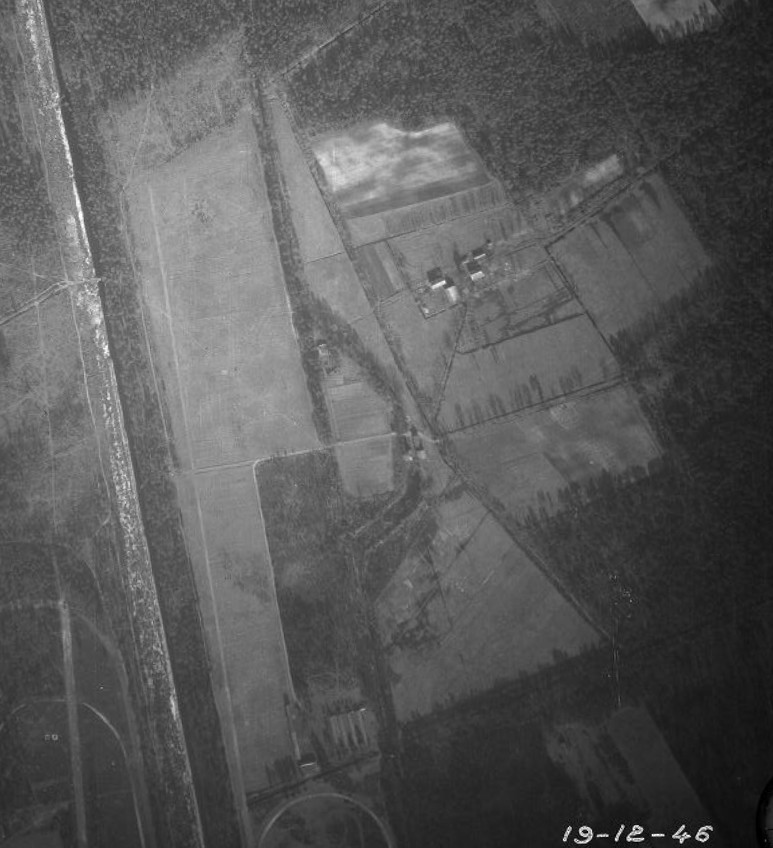
Terrain le 19 décembre 1946
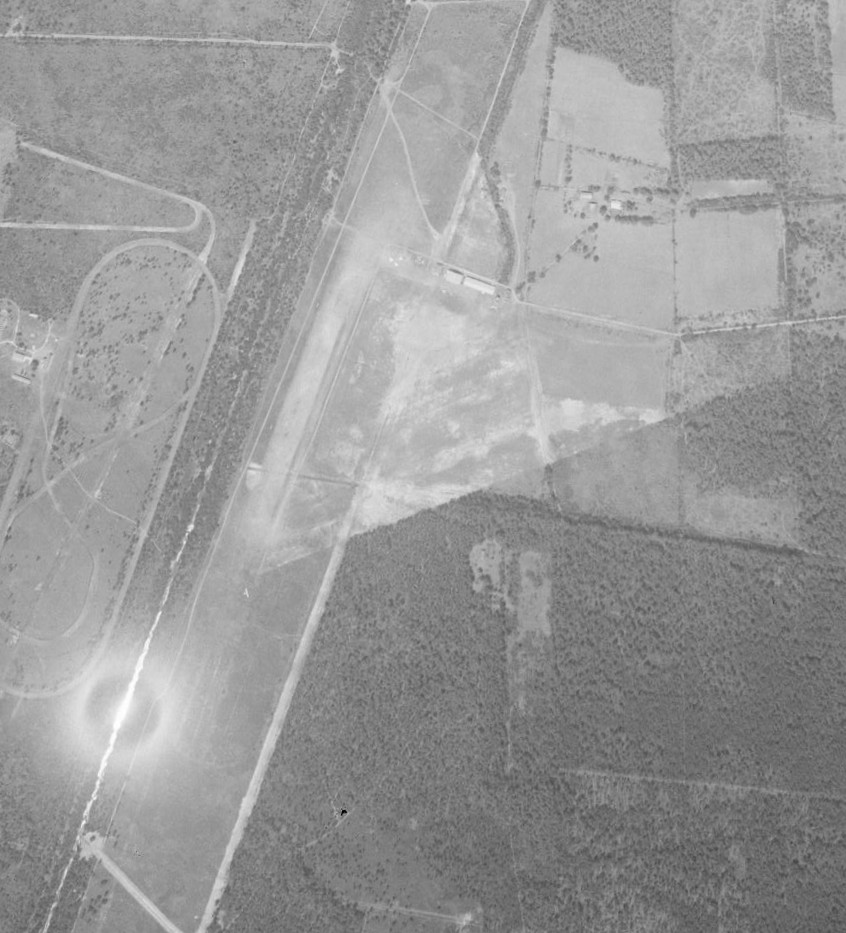
Aérodrome d'Arcachon le 20 juillet 1964
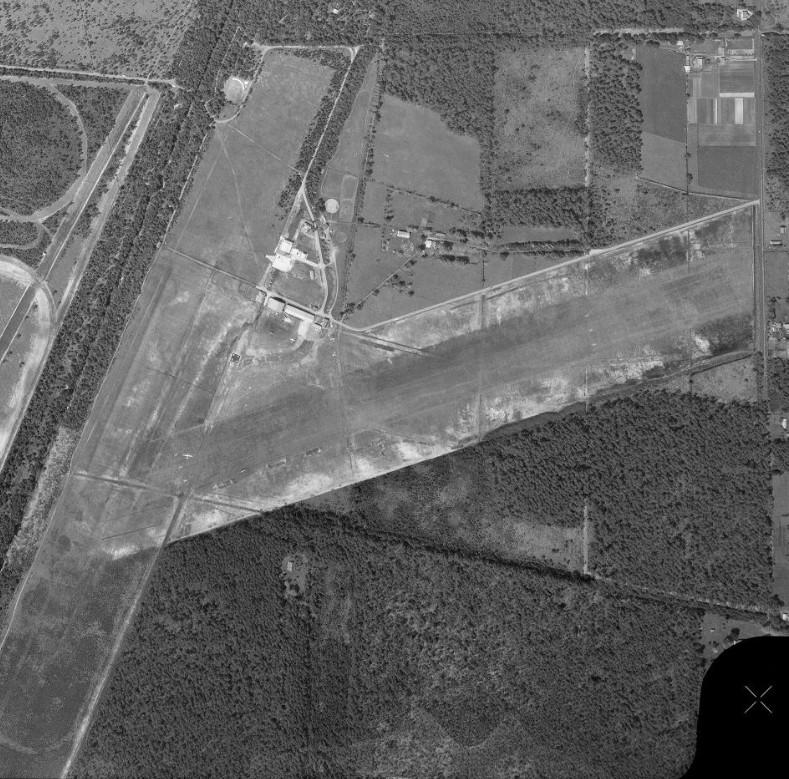
Aérodrome d'Arcachon en 1968
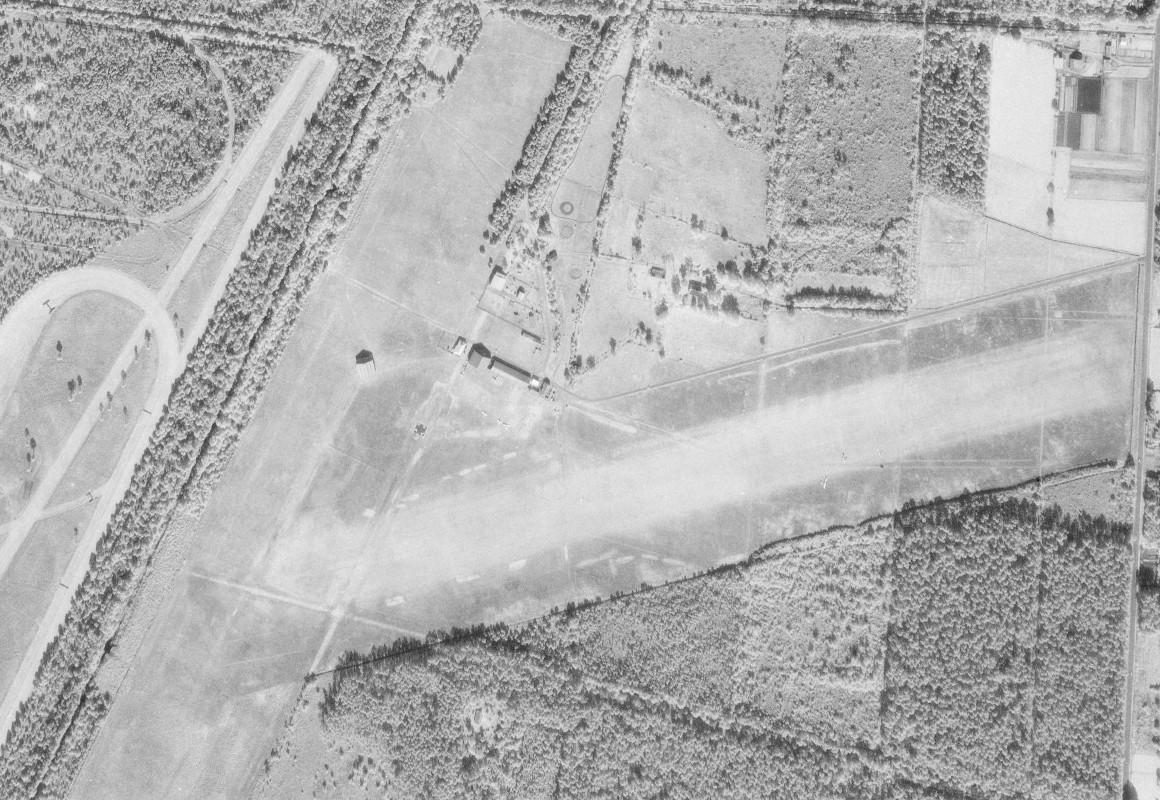
Aérodrome d'Arcachon le 28 octobre 1973
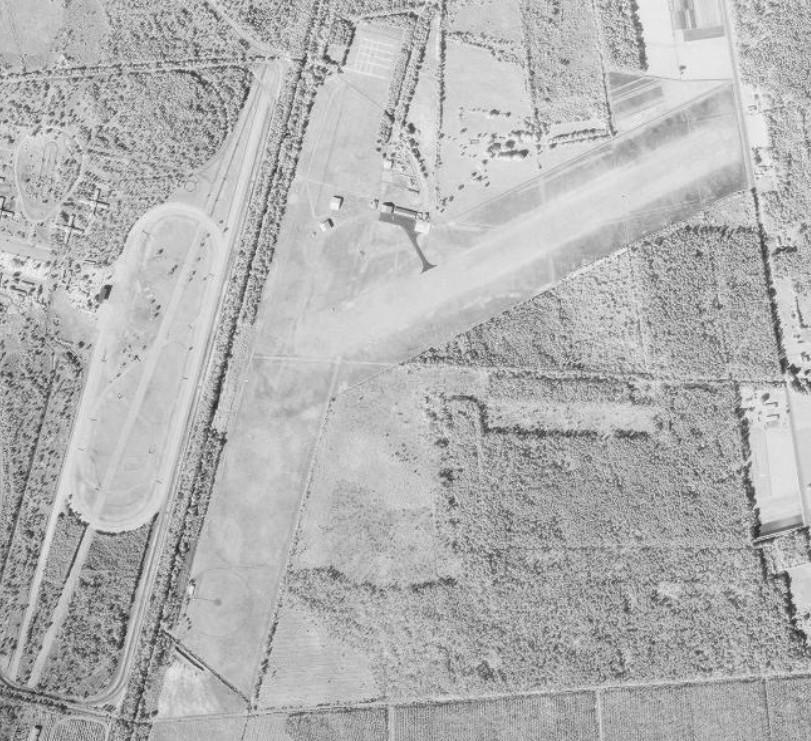
Aérodrome d'Arcachon le 10 septembre 1977 avec une piste en herbe et le taxiway et stationnement enrobés
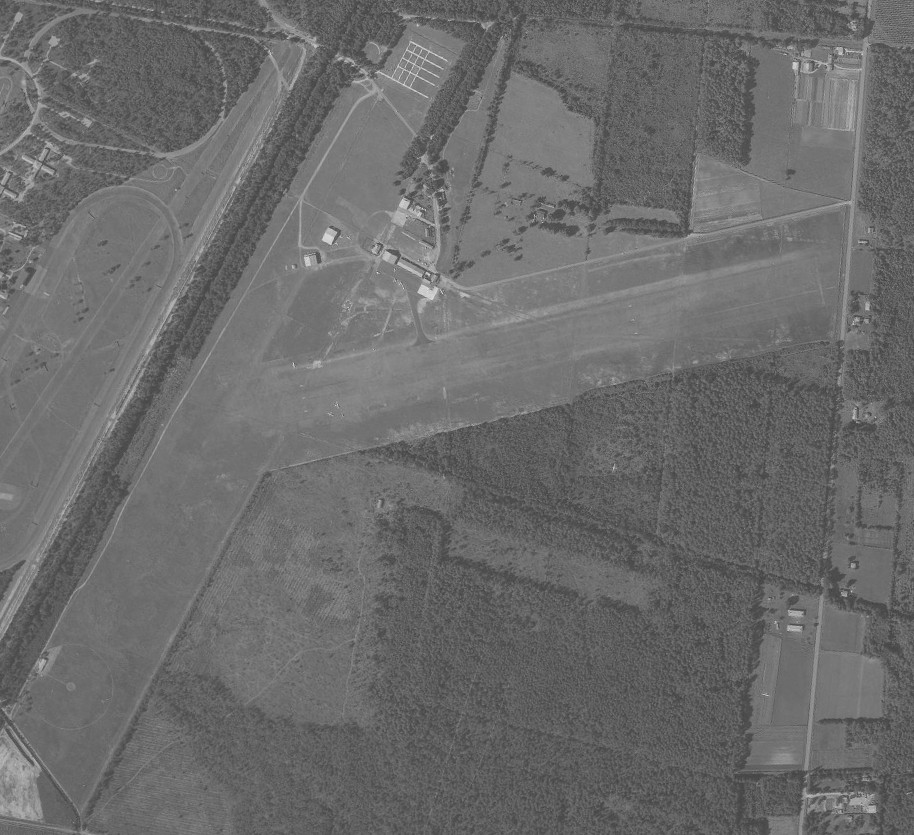
Vue sur les infrastructures de l'aérodrome d'Arcachon le 10 septembre 1977
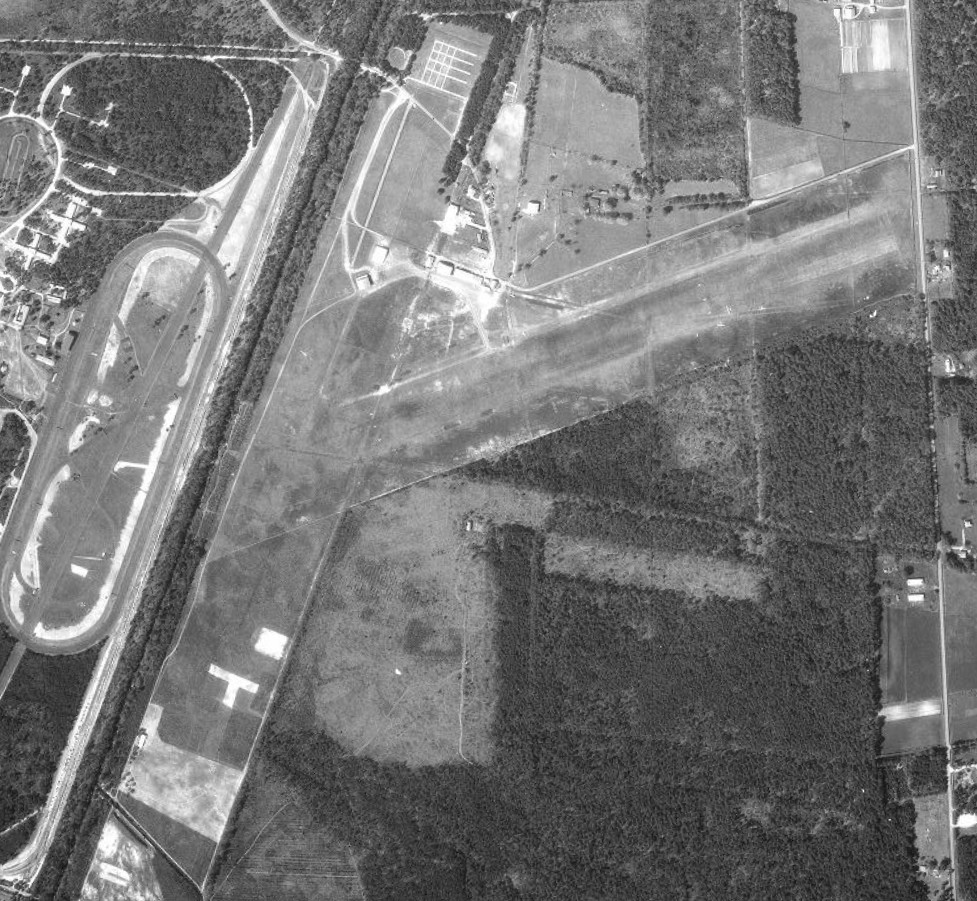
Aérodrome d'Arcachon le 12 mai 1979 avec une piste en herbe
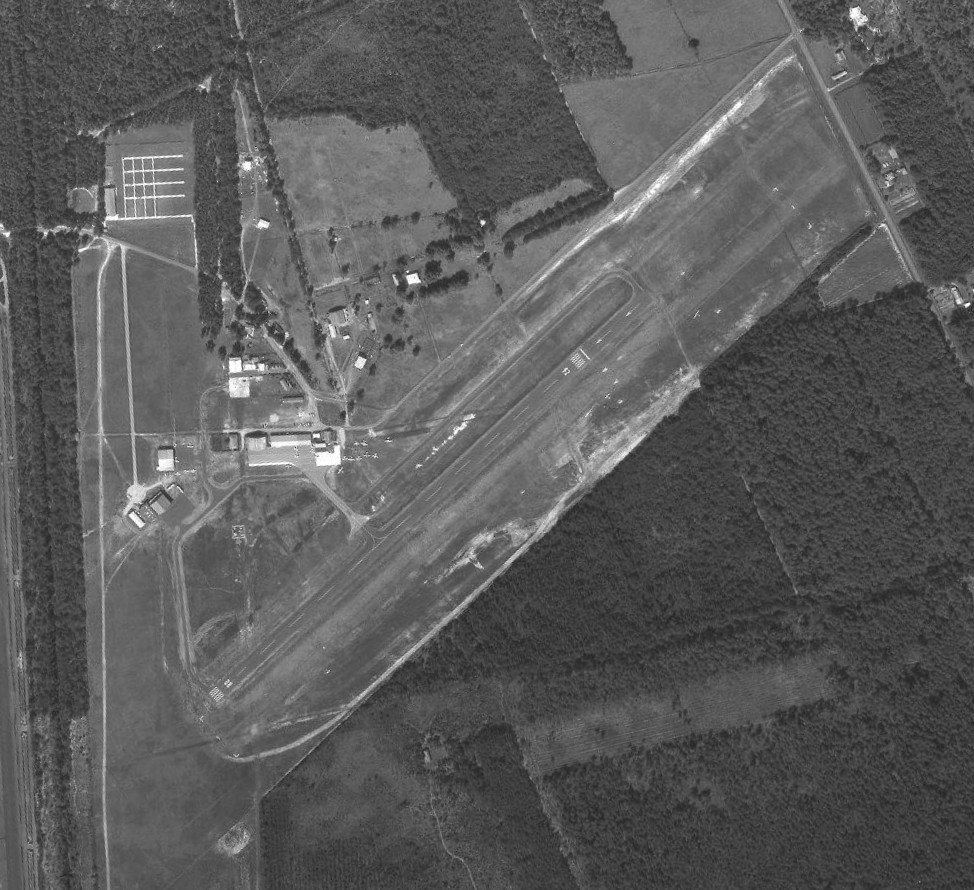
Aérodrome d'Arcachon le 01 juillet 1982 avec sa piste enrobée 08/26
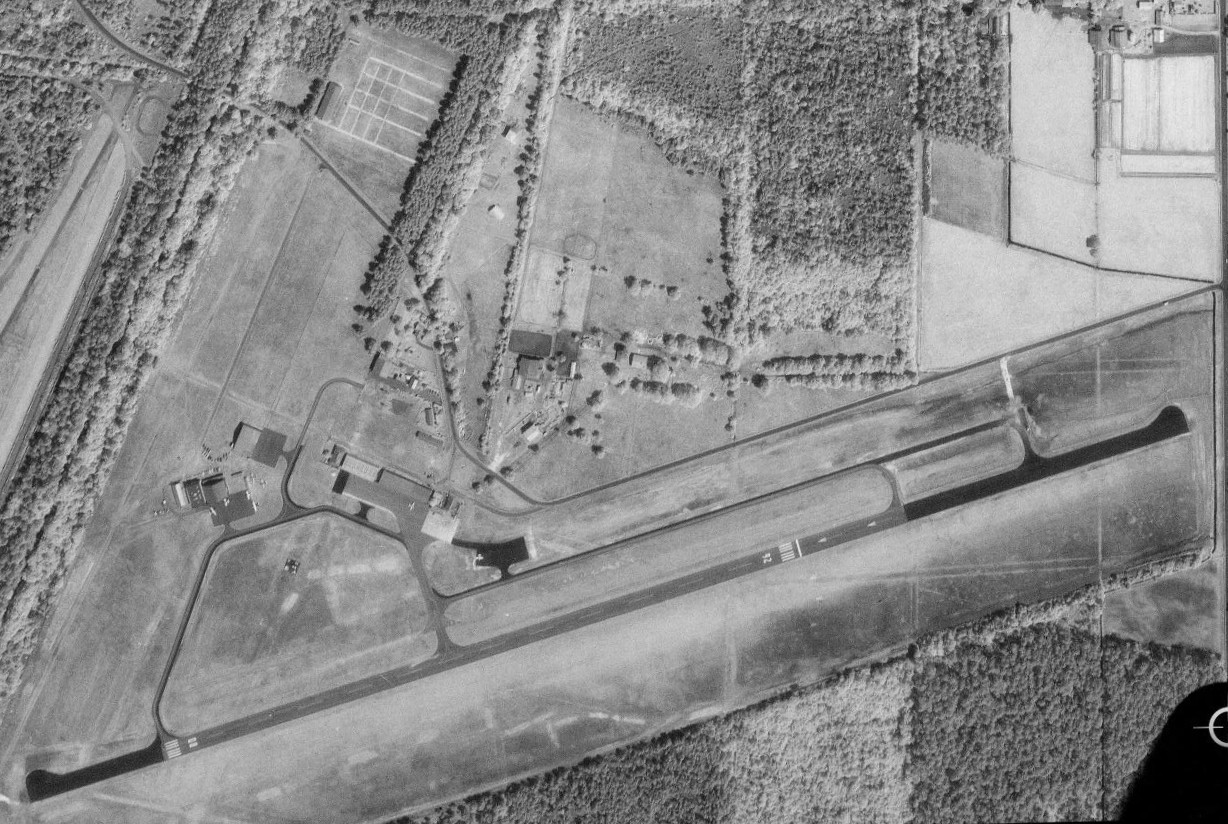
Aérodrome d'Arcachon le 15 juin 1984 et la piste allongée
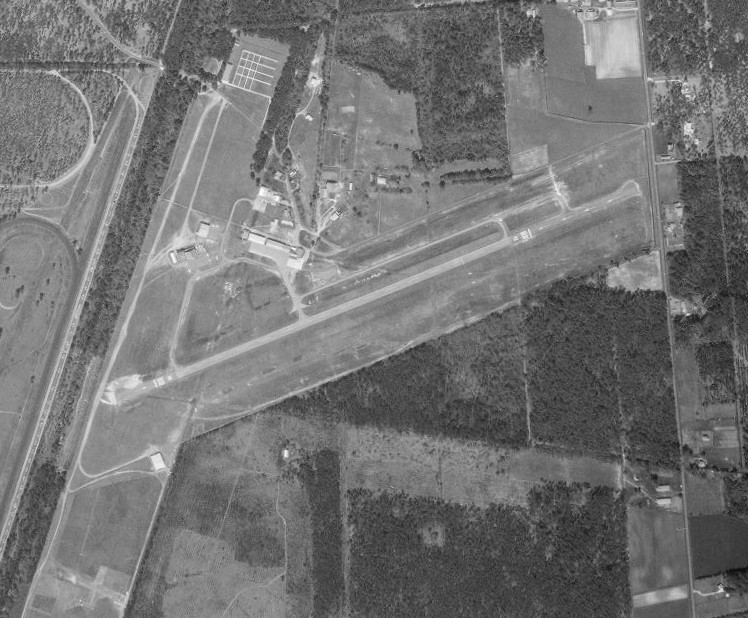
Aérodrome d'Arcachon le 01 mai 1985
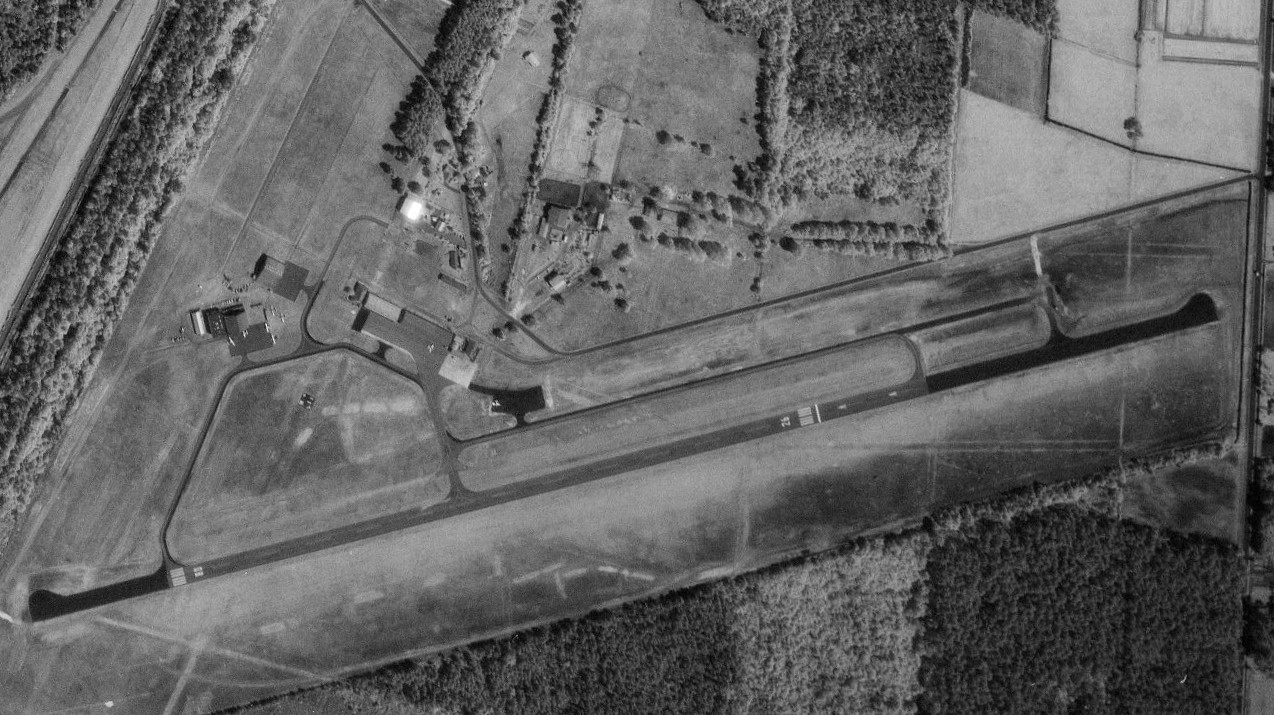
Aérodrome d'Arcachon le 15 juin 1986
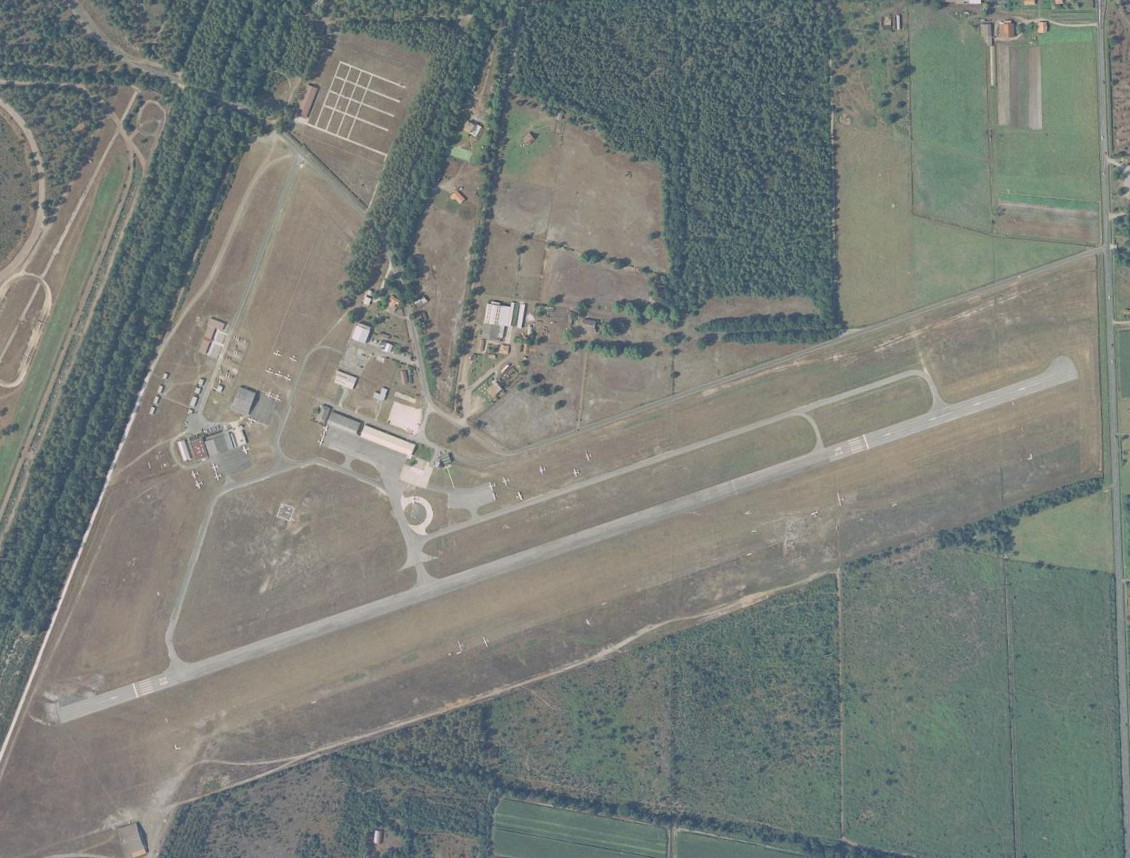
Aérodrome d'Arcachon le 05 août 1985
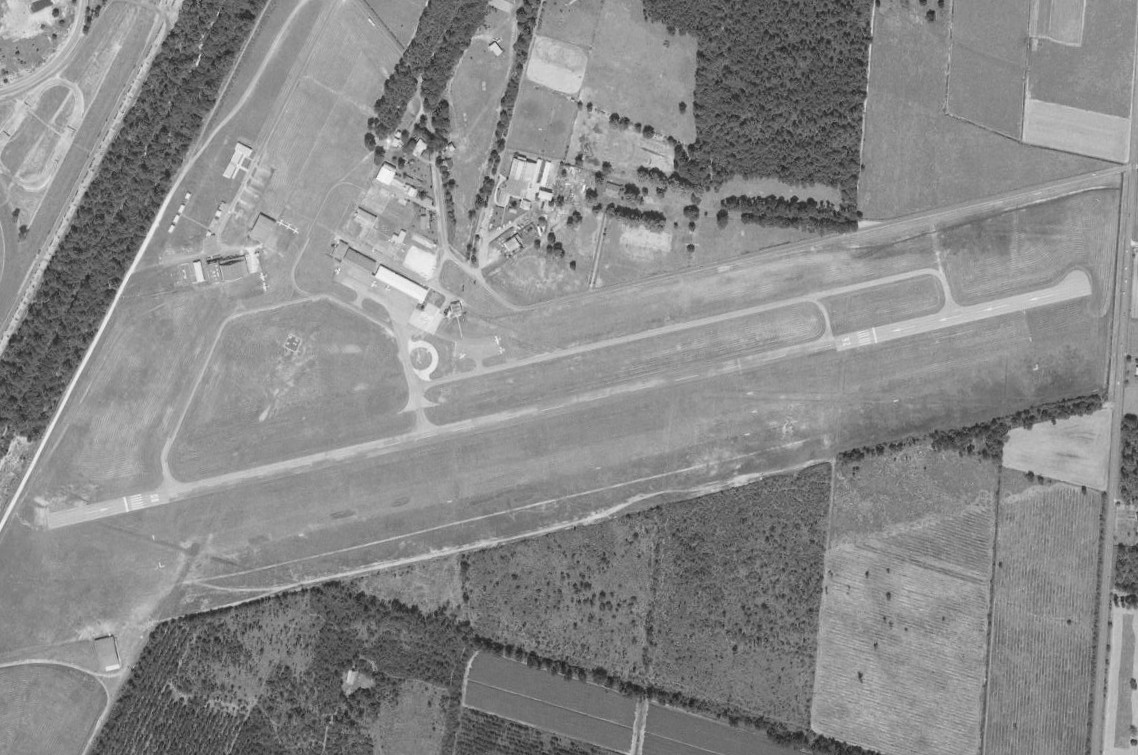
Aérodrome d'Arcachon le 26 juin 1993
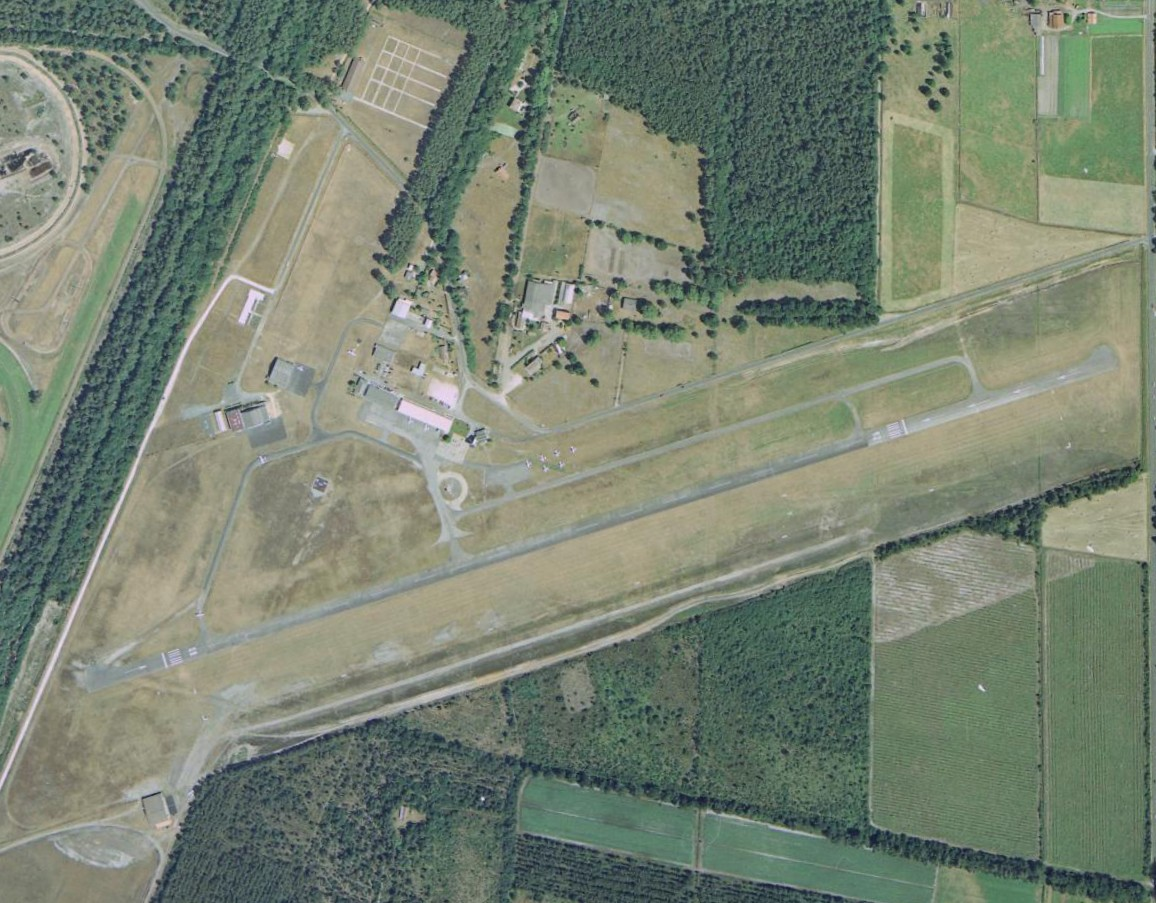
Aérodrome d'Arcachon le 15 juin 1996
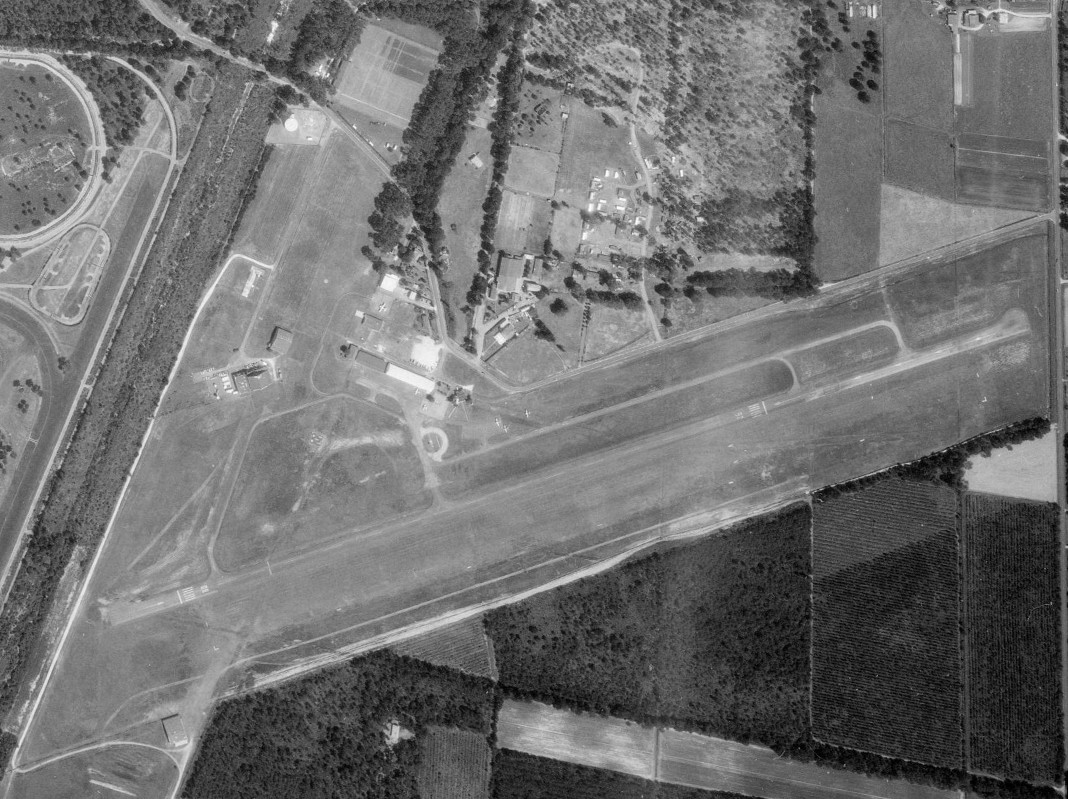
Aérodrome d'Arcachon le 16 juin 2000 avec la piste 08/26
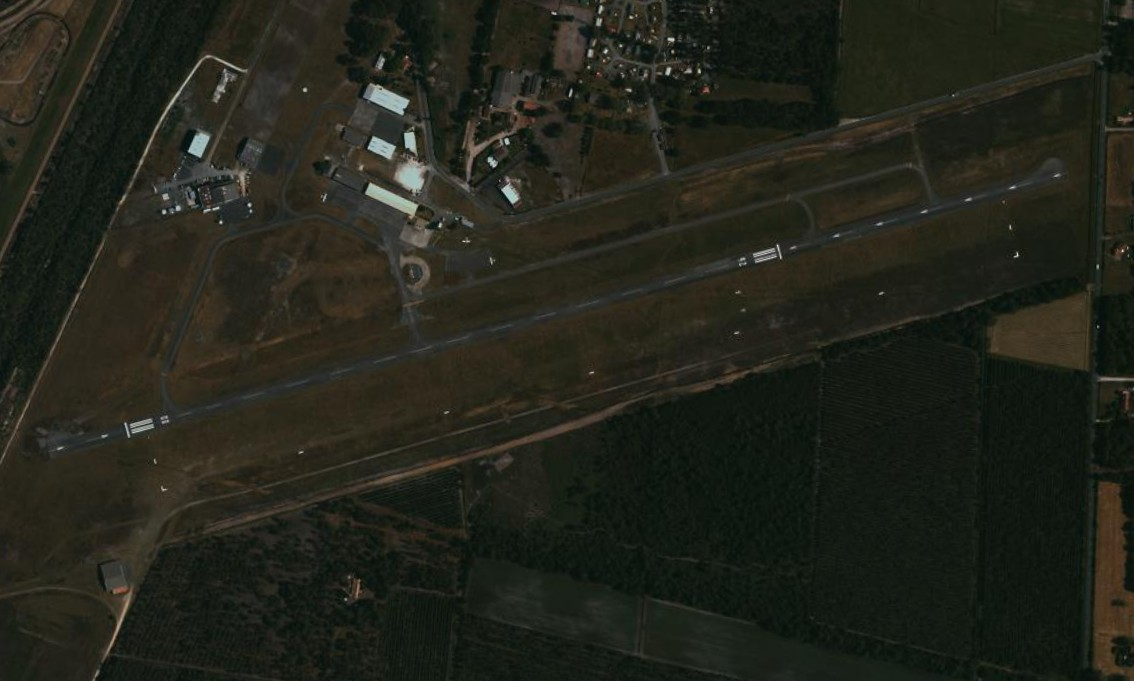
Aérodrome d'Arcachon le 14 juin 2004 et la piste 08/26
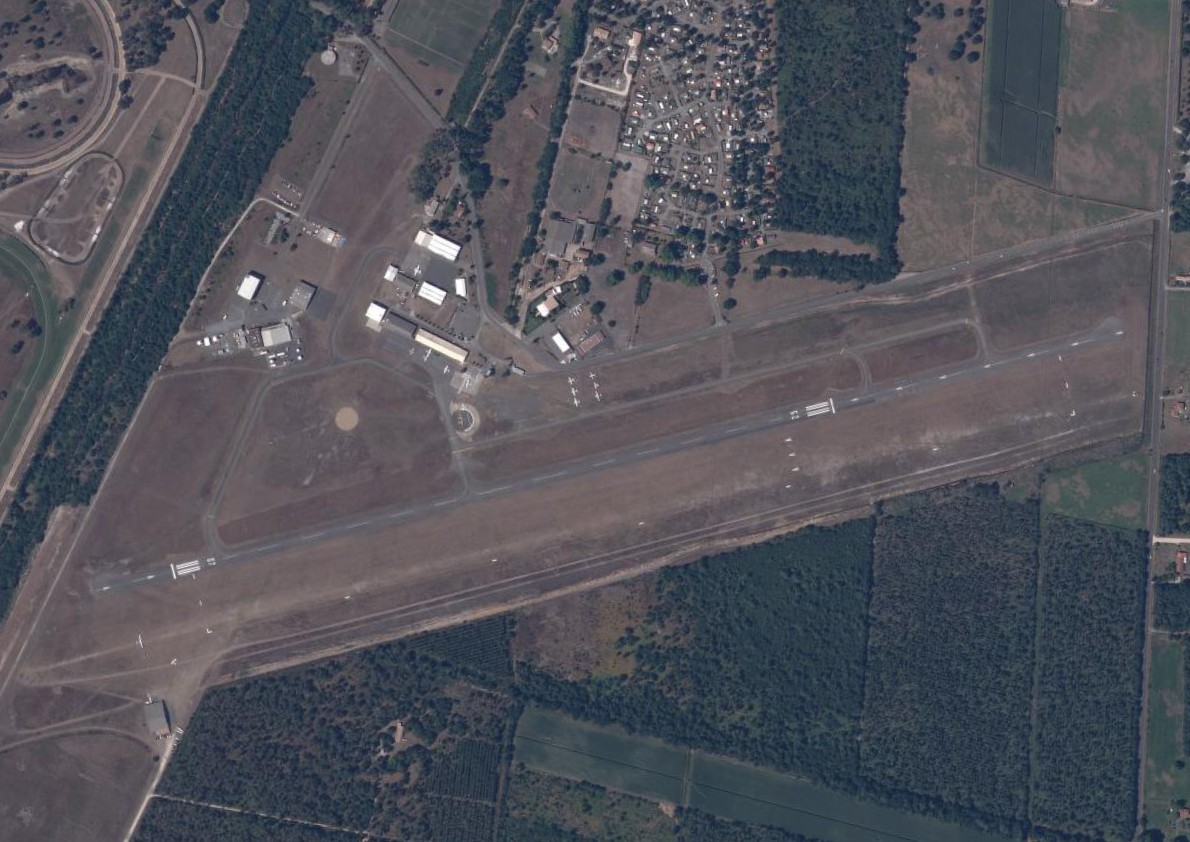
Aérodrome d'Arcachon le 26 juillet 2009 et la piste 07/25
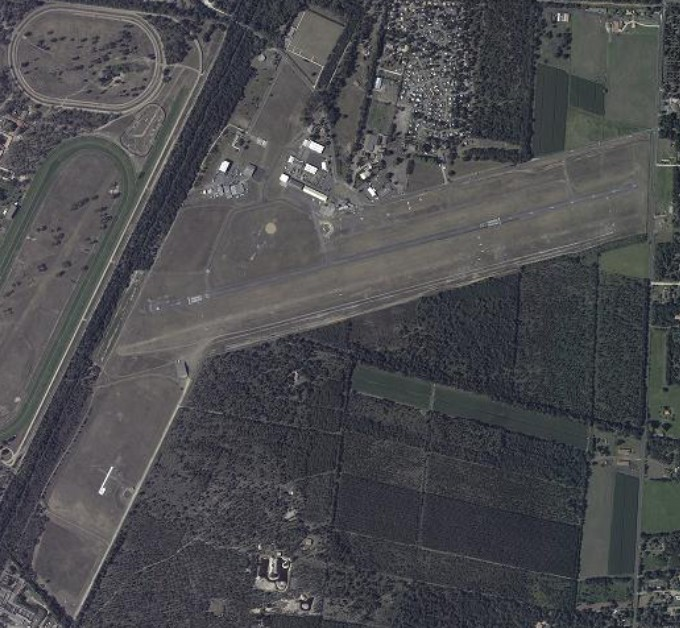
Aérodrome d'Arcachon le 08 août 2012 et la piste 07/25